# Cabestan (accastillage)
Pour les articles homonymes, voir Cabestan.

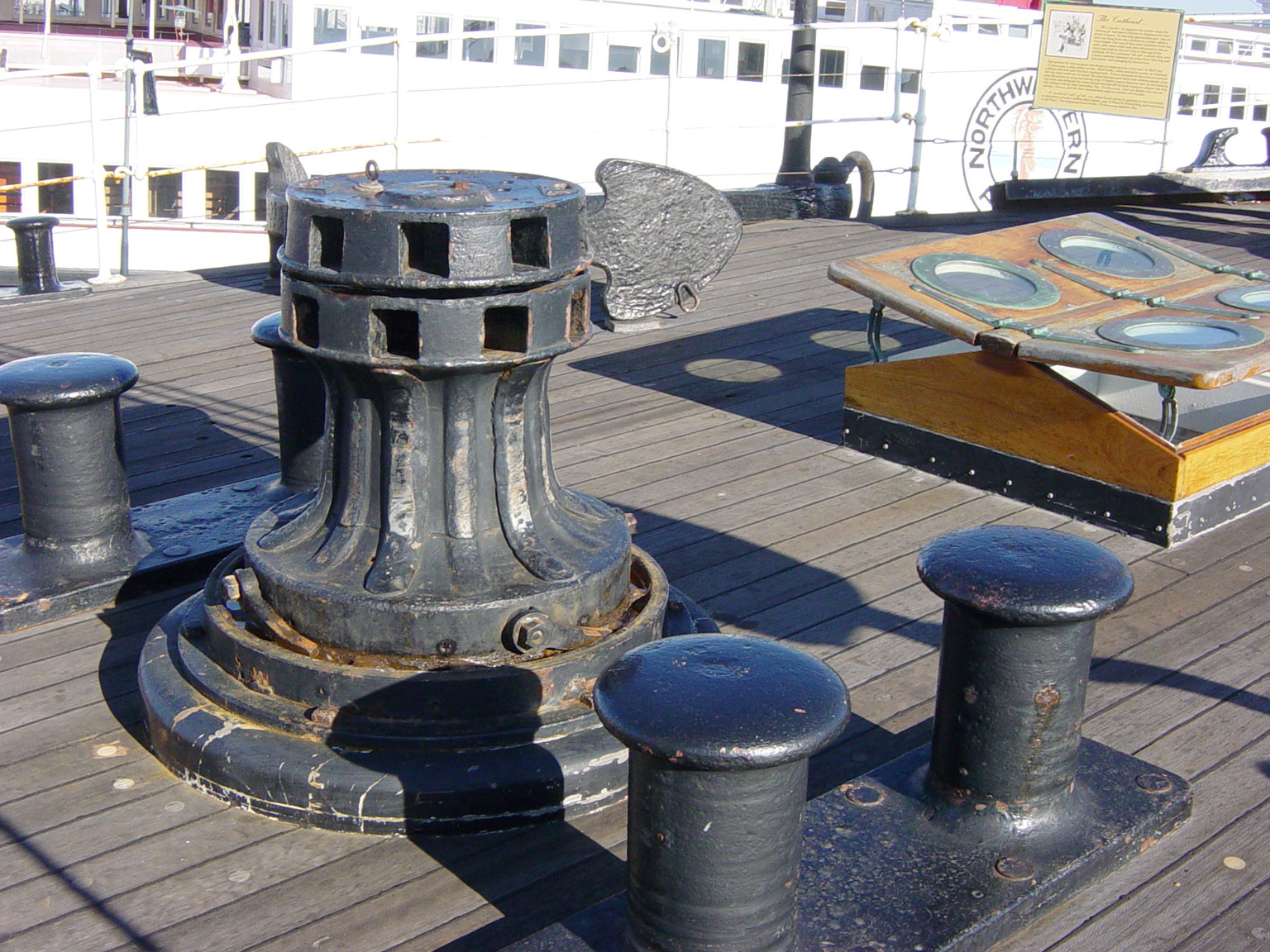
Un cabestan sur le voilier Balclutha.

Un cabestan est un treuil à axe vertical, dont le mouvement sert à enrouler et à dérouler un câble ou une corde.

## Dans la construction
Le cabestan était autrefois employé dans les travaux de levage ou de halage des pierres à bâtir. Certains cabestans étaient appelés Vindas.

## Dans la marine
Sur les anciens navires, le cabestan permettait de combiner la force de plusieurs hommes : un gros tambour à axe vertical, dans lequel on insérait des leviers (appelés anspects) que poussaient les hommes, et autour duquel s'enroulait un cordage. Il en résultait une force de traction suffisante pour lever une ancre, virer une aussière, hisser un espar ou une voile de plusieurs quintaux, voire tonnes.
Traditionnellement, le travail au cabestan était dur et même dangereux : faute de dispositif de sécurité fiable, il pouvait se produire des accidents graves. Ce travail était l'occasion de chants, et notamment de chants sarcastiques ou irrévérencieux. On tolérait de l'équipage ces écarts en raison de la pénibilité du travail.
Aujourd'hui, le cabestan est un treuil à axe vertical mû manuellement, ou par un moteur pouvant être hydraulique ou électrique. La partie externe autour de laquelle on vire l'aussière est appelée poupée.
Sur un navire de plaisance, le petit cabestan manœuvrable par un seul équipier est parfois appelé, à tort, winch (venant de l'anglais winch = treuil ce, qu'il soit à axe vertical ou horizontal, la traduction anglaise correcte étant Capstan).
Dans le cas du relevage de l'ancre, l'axe étant généralement horizontal, il s'agit d'un guindeau.
Les cabestans peuvent également servir pour la pêche fluviale ou dans les chemins de fer.

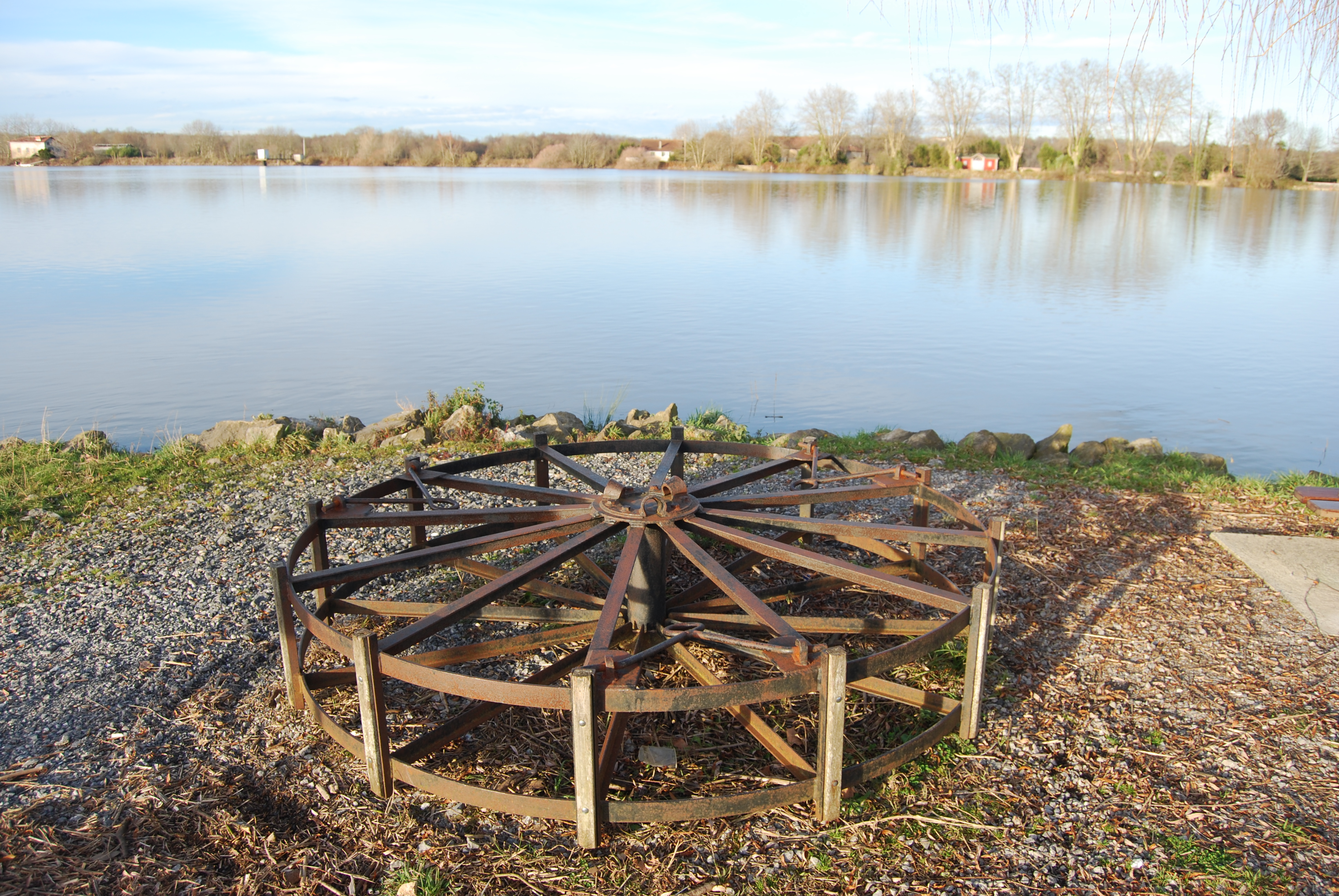
Cabestan (sans bras) servant à la pêche fluviale dans l'Adour (Urt, France).
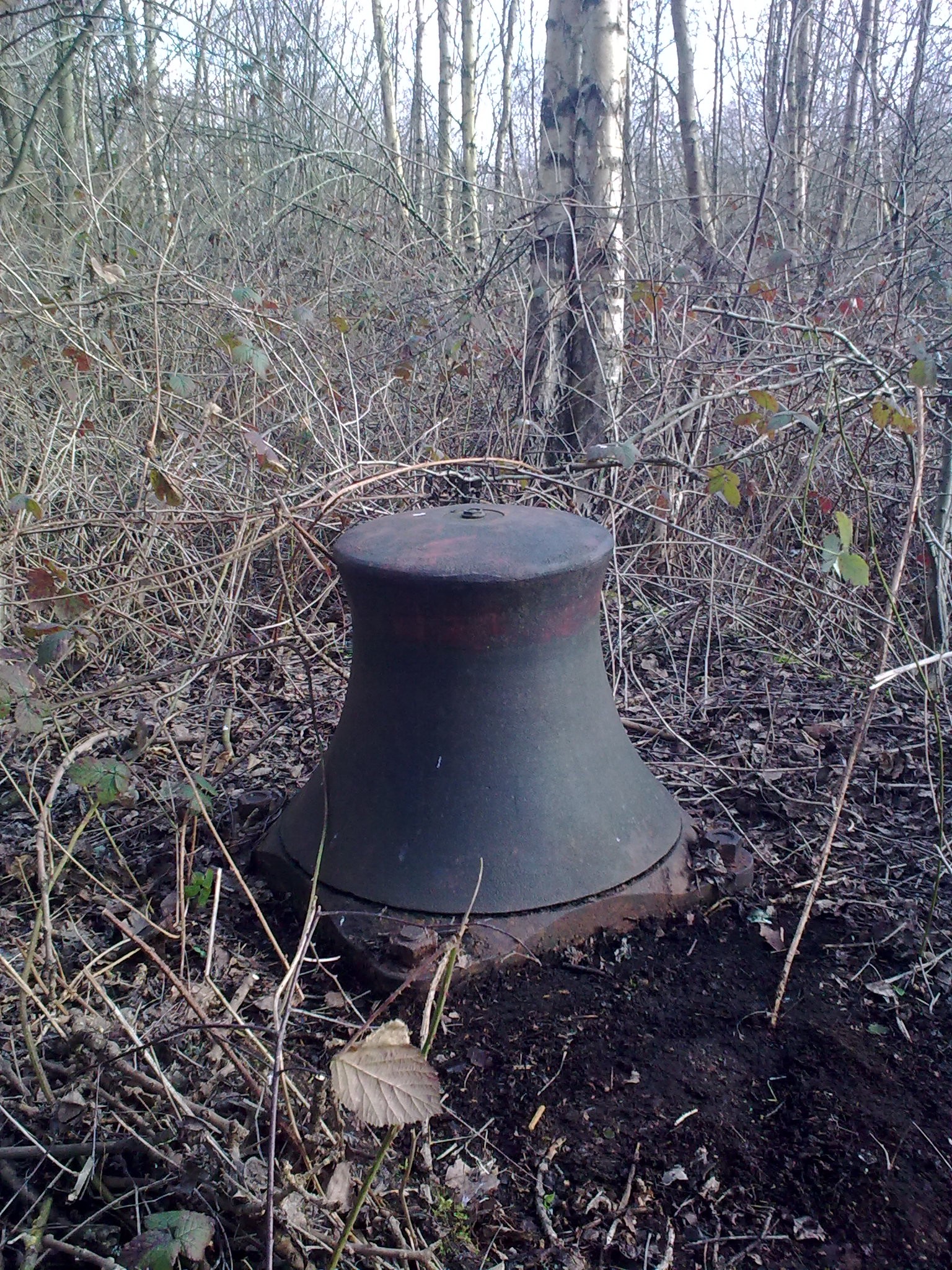
Cabestan servant dans les chemins de fer.
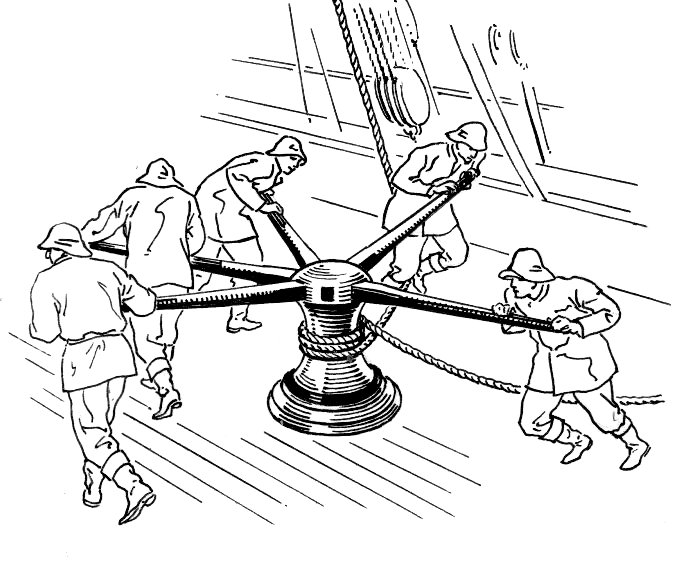
Manœuvre d'un cabestan.
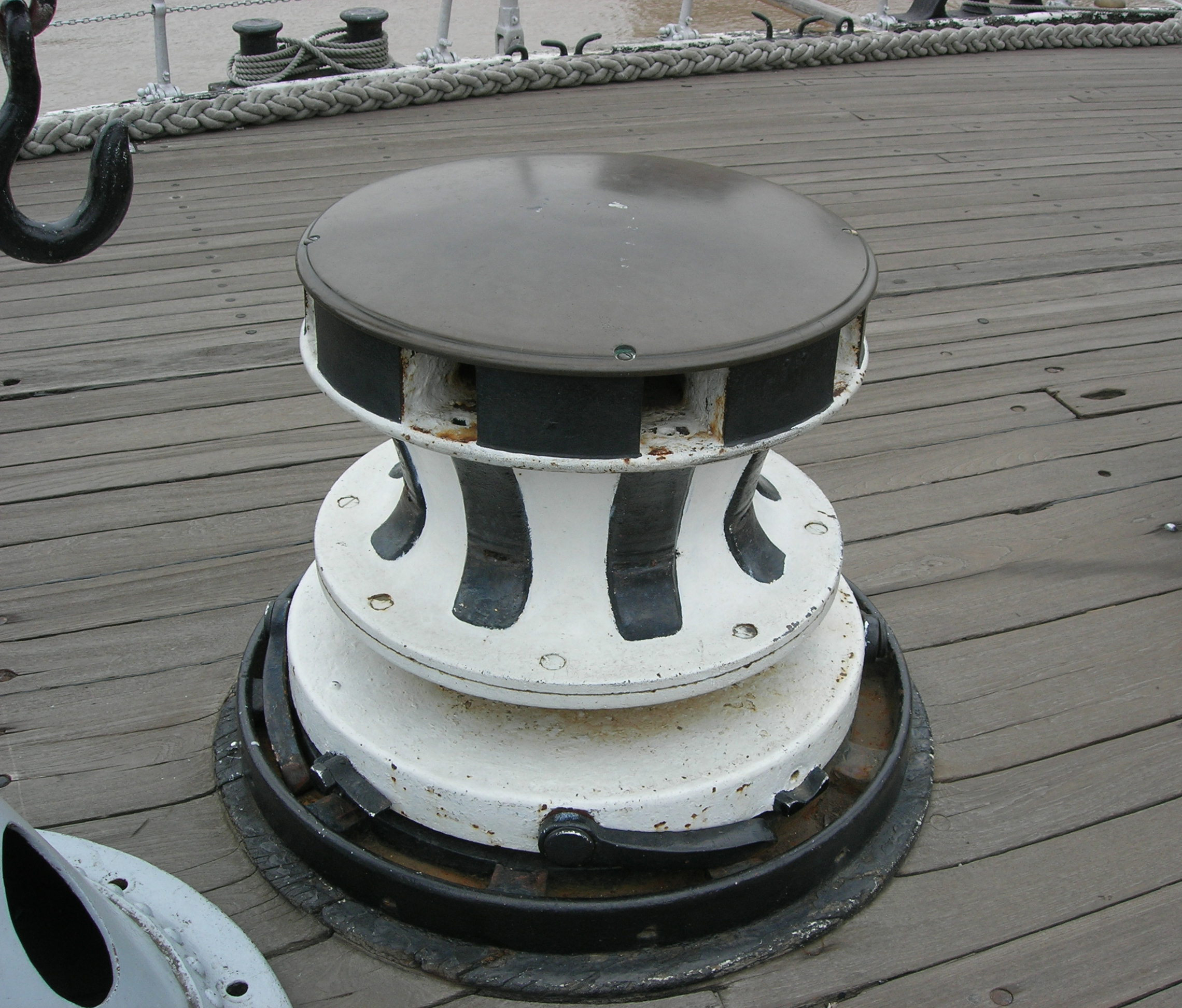
Un cabestan sur la frégate Samiento.